# Arheilgen
Arheilgen, Darmstadt-Arheilgen – dzielnica miasta Darmstadt w Niemczech, w kraju związkowym Hesja.